# Chrysopogon
Genre
Classification phylogénétique
 Chrysopogon est un genre de plantes herbacées de la famille des Poaceae. 
Ce genre se rencontre en Europe, en Asie, en Afrique, en Amérique et en Océanie.
C'est le genre dans lequel on range actuellement Chrysopogon zizanioides, le principal vétiver.

## Liste d'espèces
Selon World Checklist of Selected Plant Families (WCSP) (26 septembre 2012) :
- Chrysopogon aciculatus (Retz.)  Trin., (1820)
- Chrysopogon argutus (Steud.) Trin. ex B.D.Jacks., (1893)
- Chrysopogon asper B.Heyne ex Blatt. & McCann, (1935)
- Chrysopogon aucheri (Boiss.)  Stapf.,  (1907)
- Chrysopogon benthamianus Henrard, (1941)
- Chrysopogon borneensis Henrard, (1941)
- Chrysopogon castaneus Veldkamp & C.B.Salunkhe, (2000)
- Chrysopogon celebicus Veldkamp, (1999)
- Chrysopogon copei N.Mohanan & Ravi, (2001)
- Chrysopogon crevostii A.Camus, (1925)
- Chrysopogon elongatus (R.Br.) Benth., (1878)
- Chrysopogon festucoides (C.Presl) Veldkamp, (1999)
- Chrysopogon filipes (Benth.) Reeder, (1948)
- Chrysopogon fulvibarbis (Trin.) Veldkamp, (1999)
- Chrysopogon fulvus (Spreng.) Chiov., (1929)
- Chrysopogon gryllus (L.) Trin., (1820)
- Chrysopogon hackelii (Hook.f.) C.E.C.Fisch., (1934)
- Chrysopogon hamiltonii (Hook.f.) Haines, (1924)
- Chrysopogon humbertianus A.Camus, (1952)
- Chrysopogon intercedens Veldkamp, (1999)
- Chrysopogon lancearius (Hook.f.) Haines, (1924)
- Chrysopogon latifolius S.T.Blake, (1944)
- Chrysopogon lawsonii (Hook.f.) Veldkamp, (1999)
- Chrysopogon macleishii Cope, (1994)
- Chrysopogon micrantherus Veldkamp, (1999)
- Chrysopogon nemoralis (Balansa) Holttum, (1947)
- Chrysopogon nigritanus (Benth.) Veldkamp, (1999)
- Chrysopogon nodulibarbis (Hochst. ex Steud.) Henrard, (1941)
- Chrysopogon oliganthus Veldkamp, Austrobaileya 5: 526 (1999)
- Chrysopogon orientalis (Desv.) A.Camus, (1922)
- Chrysopogon pallidus (R.Br.) Trin. ex Steud., (1840)
- Chrysopogon pauciflorus (Chapm.) Benth. ex Vasey, (1883)
- Chrysopogon perlaxus Bor, (1965)
- Chrysopogon plumulosus Hochst., (1847)
- Chrysopogon polyphyllus (Hack.) Blatt. & McCann, (1928)
- Chrysopogon pseudozeylanicus K.G.Bhat & Nagendran, (1985)
- Chrysopogon purushothamanii Ravi, N.Mohanan & Kiran Raj, (2000)
- Chrysopogon rigidus (B.K.Simon) Veldkamp, (1999)
- Chrysopogon schmidianus A.Camus, (1953)
- Chrysopogon serrulatus Trin., (1833)
- Chrysopogon setifolius Stapf, (1917)
- Chrysopogon subtilis (Steud.) Miq., (1857)
- Chrysopogon sylvaticus C.E.Hubb., (1938)
- Chrysopogon tadulingamii Sreek., V.J.Nair & N.C.Nair, (1983)
- Chrysopogon tenuiculmis Henrard, (1941)
- Chrysopogon velutinus (Hook.f.) Bor, (1960)
- Chrysopogon verticillatus (Roxb.) Trin. ex Steud., (1840)
- Chrysopogon zizanioides (L.) Roberty, (1960)

## Noms synonymes, obsolètes et leurs taxons de référence
Selon World Checklist of Selected Plant Families (WCSP) (26 septembre 2012) :
- Chrysopogon acicularis (Roem. & Schult.) Duthie, (1883), nom. illeg. = Chrysopogon aciculatus (Retz.)  Trin., (1820)
- Chrysopogon aciculatus var. echinulatus (Nees ex Royle) S.K.Jain, (2003), basionym not validly publ. = Chrysopogon gryllus (L.) Trin., (1820)
- Chrysopogon aciculatus var. elatior Benth., (1878), pro syn.  = Chrysopogon aciculatus (Retz.)  Trin., (1820)
- Chrysopogon aciculatus var. longifolius Buse, (1854).  = Chrysopogon aciculatus (Retz.)  Trin., (1820)
- Chrysopogon alternans (J.Presl) Trin. ex Steud., (1840) = Capillipedium parviflorum (R.Br.) Stapf , (1917)
- Chrysopogon arnottianus Nees ex Steud., (1854), pro syn. = Chrysopogon nodulibarbis (Hochst. ex Steud.) Henrard, (1941)
- Chrysopogon aucheri var. chrysopus (Hack.) Maire & Weiller, (1952) = Chrysopogon aucheri (Boiss.)  Stapf.,  (1907)
- Chrysopogon aucheri var. pulvinatus Stapf, (1917) =  Chrysopogon plumulosus Hochst., (1847)
- Chrysopogon aucheri var. quinqueplumis (A.Rich.) Stapf, (1907) =  Chrysopogon plumulosus Hochst., (1847)
- Chrysopogon avenaceus Benth., (1881) = Sorghastrum nutans (L.) Nash (1903)
- Chrysopogon bumbertianus A.Camus, (1952) = Unplaced Name
- Chrysopogon caeruleus (Steud.) W.Watson, (1882) = Chrysopogon serrulatus Trin., (1833)
- Chrysopogon calcaratus (Hack.) Henrard, (1941) = Chrysopogon pallidus (R.Br.) Trin. ex Steud., (1840)
- Chrysopogon ciliolatus Boiss., (1884) = Chrysopogon serrulatus Trin., (1833)
- Chrysopogon ciliolatus var. aucheri (Boiss.) Boiss., (1884) = Chrysopogon aucheri (Boiss.)  Stapf.,  (1907)
- Chrysopogon coeruleus (Steud.) W.Watson, (1882) = Chrysopogon serrulatus Trin., (1833)
- Chrysopogon collinus Ridl., (1920) = Chrysopogon orientalis (Desv.) A.Camus, (1922)
- Chrysopogon distachyos (L.) L.Rossi, (1930) = Andropogon distachyos  L., (1753)
- Chrysopogon distichophyllus (Hook.f.) D.Rhind, (1945) = Chrysopogon orientalis (Desv.) A.Camus, (1922)
- Chrysopogon echinulatus (Nees) W.Watson, (1882) = Chrysopogon gryllus (L.) Trin., (1820)
- Chrysopogon elliottii C.Mohr, (1897) = Sorghastrum elliottii  (C.Mohr) Nash 1912)
- Chrysopogon elongatus var. filipes Benth., (1878) = Chrysopogon filipes (Benth.) Reeder, (1948)
- Chrysopogon esenbeckii Arn. ex Steud., (1854), pro syn.  = Chrysopogon serrulatus Trin., (1833)
- Chrysopogon fallax S.T.Blake, (1944), nom. superfl. = Chrysopogon benthamianus Henrard, (1941)
- Chrysopogon filiformis Voigt, (1845) = Dimeria ornithopoda Trin., 1820)
- Chrysopogon filipes var. arundinaceus Reeder, (1948) = Chrysopogon filipes (Benth.) Reeder, (1948)
- Chrysopogon francavilleanus (E.Fourn.) Hemsl., (1885), basionym not validly publ.  = Sorghastrum setosum (Griseb.) Hitchc., (1909)
- Chrysopogon fulvus var. serrulatus (Trin.) R.R.Stewart, (1945) = Chrysopogon serrulatus Trin., (1833)
- Chrysopogon fulvus var. tremulus (Hack.) Chiov., (1935) = Chrysopogon serrulatus Trin., (1833)
- Chrysopogon fuscus (J.Presl) Trin. ex Steud., (1840) = Sorghum nitidum (Vahl) Pers., (1805)
- Chrysopogon glabratus Trin., (1833) = Chrysopogon gryllus (L.) Trin., (1820)
- Chrysopogon glaucopsis W.Watson, (1882) = Capillipedium assimile (Steud.) A.Camus (1922)
- Chrysopogon gryllus var. aureus (Murr) Ghi?a, (1972), no basionym ref.  = Chrysopogon gryllus (L.) Trin., (1820)
- Chrysopogon gryllus subsp. calcaratus (Hack.) Domin, (1915) = Chrysopogon pallidus (R.Br.) Trin. ex Steud., (1840)
- Chrysopogon gryllus subsp. echinulatus (Nees) Cope, (1980) = Chrysopogon gryllus (L.) Trin., (1820)
- Chrysopogon gryllus f. flavescens (Schur) Soó, (1971 publ. 1972) = Chrysopogon gryllus (L.) Trin., (1820)
- Chrysopogon gryllus subsp. glabratus (Trin.) Tzvelev, (1973) = Chrysopogon gryllus (L.) Trin., (1820)
- Chrysopogon gryllus subsp. pallidus (R.Br.) Domin, (1915) = Chrysopogon pallidus (R.Br.) Trin. ex Steud., (1840)
- Chrysopogon gryllus var. pallidus (R.Br.) Benth., (1878) = Chrysopogon pallidus (R.Br.) Trin. ex Steud., (1840)
- Chrysopogon gryllus var. spicigerus Maiden & Betche, (1900) = Chrysopogon filipes (Benth.) Reeder, (1948)
- Chrysopogon gryllus var. valcaratus (Hack.) Roberty, (1960) = Chrysopogon pallidus (R.Br.) Trin. ex Steud., (1840)
- Chrysopogon increscens (Steud.) Nees ex Steud., (1854) = Chrysopogon serrulatus Trin., (1833)
- Chrysopogon leucotrichus A.Camus, (1955) = Capillipedium leucotrichum (A.Camus) M.Schmid ex Veldkamp, (1999)
- Chrysopogon minarum (Nees) Benth., (1881) = Sorghastrum minarum (Nees) Hitchc., (1927)
- Chrysopogon minor Vasey, (1887), pro syn.  = Sorghastrum nutans (L.) Nash (1903)
- Chrysopogon montanus Trin., (1821) = Chrysopogon fulvus (Spreng.) Chiov., (1929)
- Chrysopogon montanus var. migiurtinus Chiov., (1928) = Chrysopogon aucheri (Boiss.)  Stapf.,  (1907)
- Chrysopogon montanus var. serrulatus (Trin.) Stapf, (1917) = Chrysopogon serrulatus Trin., (1833)
- Chrysopogon montanus var. tremulus (Hack.) Stapf, (1917) = Chrysopogon serrulatus Trin., (1833)
- Chrysopogon monticola (Schult. & Schult.f.) Haines, (1914), nom. illeg.  = Chrysopogon fulvus (Spreng.) Chiov., (1929)
- Chrysopogon muricatus Wight ex Hook.f., (1896), pro syn. = Garnotia elata (Arn. ex Miq.) Janowski, (1921)
- Chrysopogon nutans Benth., J. Linn. Soc., (1881) = Sorghastrum nutans (L.) Nash (1903)
- Chrysopogon nutans var. avenaceus (Michx.) Coville & Branner, (1888 ubl.1891) = Sorghastrum nutans (L.) Nash (1903)
- Chrysopogon nutans var. linnaeanus (Hack.) C.Mohr, (1897) = Sorghastrum nutans (L.) Nash (1903)
- Chrysopogon parviflorus (R.Br.) Nees, (1843) = Capillipedium parviflorum (R.Br.) Stapf , (1917)
- Chrysopogon parviflorus var. flavescens Maiden, (1895) = Capillipedium parviflorum (R.Br.) Stapf , (1917)
- Chrysopogon parviflorus var. spicigerus Benth., (1878) = Capillipedium spicigerum S.T.Blake, (1944)
- Chrysopogon parvispicus (Steud.) W.Watson, (1882) = Capillipedium parviflorum (R.Br.) Stapf , (1917)
- Chrysopogon philippinensis (Merr.) Henrard, (1941) = Chrysopogon nemoralis (Balansa) Holttum, (1947)
- Chrysopogon pictus Hance, (1866) = Capillipedium assimile (Steud.) A.Camus (1922)
- Chrysopogon quinqueplumis A.Rich., (1850) = Chrysopogon plumulosus Hochst., (1847)
- Chrysopogon royleanus (Steud.) W.Watson, (1882) = Chrysopogon gryllus (L.) Trin., (1820)
- Chrysopogon secundus (Elliott) Benth. ex Vasey, (1883) = Sorghastrum secundum (Elliott) Nash (1903)
- Chrysopogon sinensis Rendle, (1904) =  Chrysopogon orientalis (Desv.) A.Camus, (1922)
- Chrysopogon stipoides Trin., (1836), nom. superfl.  = Sorghastrum minarum (Nees) Hitchc., (1927)
- Chrysopogon stipoides (Kunth) Benth., (1881), nom. illeg. =  Sorghastrum stipoides (Kunth) Nash (1912)
- Chrysopogon stipoideus (Ewart & Jean White) Domin, nom. illeg. = Sorghum stipoideum (Ewart & Jean White) C.A.Gardner & C.E.Hubb., (1938)
- Chrysopogon strictus (Nees) B.D.Jacks., (1893), pro syn. = Bothriochloa bladhii (Retz.) S.T.Blake, (1969)
- Chrysopogon subrepens (Steud.) W.Watson, (1882) = Capillipedium assimile (Steud.) A.Camus (1922)
- Chrysopogon subulatus (J.Presl) Trin. ex Steud., (1840) = Chrysopogon aciculatus (Retz.)  Trin., (1820)
- Chrysopogon tener (Buse) Nees ex Steud., (1854) = Asthenochloa tenera Buse (1854)
- Chrysopogon trinii (Steud.) W.Watson, (1882), nom. illeg.  = Chrysopogon serrulatus Trin., (1833)
- Chrysopogon trivialis (Lour.) Arn. & Nees, (1843) = Chrysopogon aciculatus (Retz.)  Trin., (1820)
- Chrysopogon verticillatus St.-Lag., (1889), nom. illeg.  = Chrysopogon gryllus (L.) Trin., (1820)
- Chrysopogon villosulis S.Vidal, (1886), orth. var.  = Capillipedium parviflorum (R.Br.) Stapf , (1917)
- Chrysopogon villosulus (Steud.) W.Watson, (1882) = Capillipedium parviflorum (R.Br.) Stapf , (1917)
- Chrysopogon violascens Trin., (1833) = Capillipedium parviflorum (R.Br.) Stapf , (1917)
- Chrysopogon wightianus Thwaites, (1864) = Chrysopogon orientalis (Desv.) A.Camus, (1922)
- Chrysopogon wightianus var. leucanthus Thwaites, (1864) = Chrysopogon serrulatus Trin., (1833)
- Chrysopogon wrightii Munro ex Vasey, (1885), nom. superfl. = Chrysopogon pauciflorus (Chapm.) Benth. ex Vasey, (1883)
- Chrysopogon zeylanicus (Nees) Thwaites, (1864) = Chrysopogon nodulibarbis (Hochst. ex Steud.) Henrard, (1941)
- Chrysopogon zizanioides var. nigritana (Benth.) Roberty, (1960) = Chrysopogon nigritanus (Benth.) Veldkamp, (1999)